# Lucie Cousturier
Lucie Cousturier (geboren als Lucie Brû) (Parijs, 19 december 1876 – aldaar, 16 juni 1925) was een Frans schilder en schrijfster.

## Levensloop
Lucie Brû werd geboren in een rijke familie die een poppenfabriek bezat in Parijs, Les Poupées Brû (vernoemd naar haar vader Léon Casimir Brû). Vanaf haar 14de jaar raakte ze geïnteresseerd in schilderen. Ze studeerde bij de neo-impressionistische kunstenaars Paul Signac en Henri-Edmond Cross. Ze schilderde in soortgelijke stijl en wijdde studies aan hun werk. 
In 1900 trouwde Brû met Edmond Cousturier, schilder en kunstcriticus. 
Ze maakte deel uit van de neo-impressionistische beweging en exposeerde in 1901 op de Salon des Indépendants en vervolgens van 1906 tot 1913 op regelmatige persoonlijke tentoonstellingen in Parijs. 